# كيث إلياس
كيث إلياس (بالإنجليزية: Keith Elias)‏ هو لاعب كرة قدم أمريكية أمريكي، ولد في 3 فبراير 1972 في Lacey Township, New Jersey ‏ في الولايات المتحدة.

## وصلات خارجية
- كيث إلياس على موقع مرجع كرة القدم المحترفة.كوم (الإنجليزية)